# ぎょしゃ座タウ星
ぎょしゃ座τ星（ぎょしゃざタウせい、τ Aurigae、τ Aur）は、ぎょしゃ座の恒星である。見かけの等級は4.53と、肉眼でみえる明るさである。年周視差に基づいて太陽系からの距離を計算すると、約210光年である。

## 外観
ぎょしゃ座の中には「ハエドゥス」（子ヤギ）と呼ばれる小さな三角形のアステリズムが知られているが、それより東側に似たような、より小さく暗い三角形があり、それを構成するのがぎょしゃ座ν星、ぎょしゃ座υ星、そしてぎょしゃ座τ星である。4等星と5等星からなるこの三角形の中で、ぎょしゃ座τ星は最も早期型の恒星である。

## 特徴
ぎょしゃ座τ星は黄色巨星で、スペクトル型はG8 IIIと分類されている。巨星の中でも、水平分枝段階にある可能性が高い。表面の有効温度は、およそ5000 Kと推定される。光度は太陽の66倍程度で、半径は太陽の約11倍に膨張しており、質量は太陽の2倍をやや上回り、年齢は大体11億年と見積もられている。

## 名称
中国では、ぎょしゃ座ν星は、五車を繋ぐための木杭を意味する柱（拼音: Zhù）という星官を、ぎょしゃ座ε星、ぎょしゃ座ζ星、ぎょしゃ座η星、ぎょしゃ座υ星、ぎょしゃ座ν星、ぎょしゃ座χ星、ぎょしゃ座26番星ともう一つの恒星（不明）とで構成する。ぎょしゃ座ν星自身は、柱六（拼音: Zhù liù）つまり柱の6番星といわれる。